# Klenie Bimolt
Klenie Bimolt   (Assen, 8 de juny de 1945), de casada de Jonge, és una nedadora neerlandesa, ja retirada, especialista en braça, que va competir durant la dècada de 1960.
El 1964 va prendre part en els Jocs Olímpics d'Estiu de Tòquio, on va disputar dues proves del programa de natació. Fent equip amb Kornelia Winkel, Ada Kok i Erica Terpstra guanyà la medalla de plata en els 4x100 metres estils, mentre en els 200 metres braça fou setena. Quatre anys més tard, als Jocs de Ciutat de Mèxic, tornà a disputar dues proves del programa de natació. Fou setena en els 4x100 metres estils, mentre en els 200 metres braça quedà eliminada en sèries.
En el seu palmarès també destaquen dues medalles de plata al Campionat d'Europa de natació de 1966, en els 4x100 metres estils, formant equip amb Ria van Velsen, Ada Kok i Ineke Tigelaar, i als 200 metres braça. A nivell nacional, va dominar les competicions de braça durant la dècada dels seixanta, establint 13 rècords i guanyant els títols de 100 i 200 metres de 1962 a 1965 i el 1967, així com els 200 metres el 1968. També va batre quatre rècords europeus: un en 100 metres braça (1964) i tres en el relleu de 4x100 metres estils (1964, 1968).